# Carlos Machín Rodríguez
Carlos Machín Rodríguez (Mieres, 13 de marzo de 1958 - 6 de octubre de 2024) fue un ciclista español de los años 1980. Corrió como profesional entre los años 1981 y 1985, y ganó la clasificación de los sprints especiales en la Vuelta a España 1983.

## Equipos
- 1978: Moliner - Vereco (España)
- 1981: Zor - Helios  - Novostil (España)
- 1982: Zor - Gemeaz Cusin (España)  Hasta el 15-04
- 1982: Hueso Chocolates (España)  Desde el 15-04
- 1983: Hueso Chocolates (España)
- 1984: Hueso Chocolates - Vittoria (España)
- 1985: Hueso Chocolates (España)

## Palmarés
| 1977 - 1.º en Clasificación General Final Volta da Ascension. 1978 - 1.º en la Clásica de los Puertos. 1983 - 3.ª en la Torrejón-DYC. - 3.º en la Vuelta a Segovia. - Ganador sprints especiales Vuelta a España 1983. 1984 - 3.º en el Gran Premio de San Froilán. 1985 - 3.º sprints especiales Vuelta a España 1985. - Ganador etapa Vuelta a La Rioja. |

## Resultados en Grandes Vueltas
| Carrera | Carrera         | 1982 | 1983 | 1984 | 1985 |
| ------- | --------------- | ---- | ---- | ---- | ---- |
|         | Vuelta a España | 41.º | 44.º | 45.º | 70.º |